# Ichthyodes trobriandensis
Ichthyodes trobriandensis är en skalbaggsart som beskrevs av Stefan von Breuning 1947. Ichthyodes trobriandensis ingår i släktet Ichthyodes och familjen långhorningar. Inga underarter finns listade i Catalogue of Life.